# F. Bernardi
F. Bernardi é um descobridor de asteróides e a sua principal "conquista" foi 65001 Teodorescu, junto com o italiano Andrea Boattini.